# Ethemon imbasale
Ethemon imbasale là một loài bọ cánh cứng trong họ Cerambycidae.